# Proterometra
Proterometra är ett släkte av plattmaskar. Proterometra ingår i familjen Azygiidae.
Kladogram enligt Catalogue of Life:
| Proterometra | \| \| Proterometra dickermani \| \| \| \| \| \| Proterometra macrostoma \| \| \| \| |
|              | \| \| Proterometra dickermani \| \| \| \| \| \| Proterometra macrostoma \| \| \| \| |
|              | Azygia                                                                              |
|              |                                                                                     |
|              | Leuceruthrus                                                                        |
|              |                                                                                     |
|              | Otodistomum                                                                         |
|              |                                                                                     |
|              | Proterometra dickermani                                                             |
|              |                                                                                     |
|              | Proterometra macrostoma                                                             |
|              |                                                                                     |

|  | Proterometra dickermani |
|  |                         |
|  | Proterometra macrostoma |
|  |                         |